# Paul Mathesius
Paul Mathesius (auch Matthesius; * 28. Januar 1548 in Sankt Joachimsthal; † 17. Oktober 1584 in Oschatz) war ein deutscher lutherischer Theologe.

## Leben
Geboren als Sohn des Johannes Mathesius und seiner Frau Sybille geb. Richter, erfuhr Mathesius in seiner Heimatstadt durch die dortige Schule eine gediegene Bildung. Sein Vater riet ihm ein Schulamt anzustreben, so dass er sich am 8. Mai 1561 an der Universität Wittenberg unter dem Rektorat von Georg Major immatrikulierte. Gefördert von Christoph Pezel konnte er am 26. August 1574 an der Akademie den akademischen Grad eines Magisters an der philosophischen Fakultät erwerben.
1575 ging er als Professor der Theologie an die Universität Leipzig und wurde später vom Rat der Stadt Oschatz gebeten, die dortige Superintendentur zu übernehmen. Nachdem er im Meißner Konsistorium dazu die Erlaubnis erbeten hatte, wurde er am 28. Oktober 1577 von Polykarp Leyser dem Älteren in Wittenberg für dieses Amt ordiniert. In den kryptocalvinistischen Streitigkeiten seiner Zeit stand er auf der Position der Gnesiolutheraner. In seinem 36. Lebensjahr erkrankte er an der Pest und verstarb am 17. Oktober 1584. Sein Leichnam wurde in der Stadtkirche beigesetzt.
Mathesius war mit Magaretha, der Tochter des kurfürstlich sächsischen Hofpredigers und späteren Superintendenten in Weißenfels Georg Lysthenius, verheiratet. Von dieser Ehe weiß man, dass daraus eine Tochter Magaratha († 16. Januar 1637 in Leipzig), die Paul Perner ehelichte, und ein Sohn Johannes, welcher Diakon in Lausig und später in Waldheim wurde, hervorgegangen sind. Von dem Sohn ist der Sohn Christian Gottfried von Mathesien bekannt, der die Genealogie seiner Familie verfasste, die 1705 im Druck erschien. Dieser trat in russische Dienste und wurde geadelt. Von Mathesius weiß man, dass er die Bibliothek und die Handschriften seines Vaters besaß, die vermutlich 1616 bei einem Brand in Oschatz verlorengegangen sind. Seine Frau verheiratete sich in zweiter Ehe mit dem Weißenfelser Diakon Johann Gregorius.